# Gunnar Berggren (boxare)
Alf Erik Gunnar Berggren, född 26 januari 1908 i Söderby-Karl, död 2 september 1983 i Stockholm, var en svensk boxare. Han blev olympisk bronsmedaljör i -61,2 kg-klassen i Amsterdam 1928. Han tävlade inhemskt för Hammarby IF. Gunnar Berggren är gravsatt i minneslunden på Skogskyrkogården i Stockholm.